# Restaurateur
Um restaurateur é uma pessoa que abre e gerencia profissionalmente restaurantes. Embora, ao longo do tempo, o termo tenha passado a designar qualquer proprietário de restaurante, ela se refere tradicionalmente a um profissional altamente capacitado, que domina todos os aspectos do negócio.

## Etimologia
O termo francês restaurateur vem do latim tardio restaurator ("restaurador"), do verbo restaurare.